# Sobasina platypoda
Sobasina platypoda là một loài nhện trong họ Salticidae.
Loài này thuộc chi Sobasina. Sobasina platypoda được Berry, Joseph A miêu tả năm 1998. Beatty & Jerzy Prószyński.